# Aardkundige waarden
Aardkundige waarden zijn die onderdelen van het landschap die iets vertellen over de natuurlijke ontstaanswijze van het gebied. Deze waarden hebben een relatie met de geologische opbouw, de geomorfologie (landvormen), de geohydrologie en de bodems van een gebied. Voorbeelden van aardkundige waarden zijn: stuifzandgebieden, dekzandruggen, hoogveengebieden en stuwwallen. De internationaal en nationaal belangrijke aardkundige waarden van Nederland zijn door wetenschappelijk onderzoek van Alterra, andere organisaties en particulieren sinds begin jaren 70 in kaart gebracht.
Veel aardkundig waardevolle gebieden zijn kwetsbaar voor ingrepen. Dit geldt vooral daar waar de processen die tot het ontstaan hebben geleid niet meer actief zijn, bijvoorbeeld de werking van het landijs in het Saalien. Door stads- en dorpsuitbreiding, modernisering van de landbouw en de aanleg van nieuwe infrastructuur zijn aardkundige waarden in het Nederlandse landschap op diverse plaatsen aangetast of verdwenen.

## Voorgeschiedenis
Mede door het Europese Natuurbeschermingsjaar 1970 werd het geluid om ook de natuur, inclusief de waarde ervan, in kaart te brengen steeds sterker. Dit leidde onder meer tot het systematisch inventariseren van aardkundige waarden (de GEA objecten) in Nederland. Het in kaart brengen van aardkundige waarden in Nederland is grotendeels uitgevoerd door het Rijkinstituut voor Natuurbeheer (RIN), een van de voorlopers van het huidige Alterra. Op basis van deze onderzoeken is een landsdekkend overzicht samengesteld dat gebruikt is voor het Natuurbeleidsplan in 1990. Daarna zijn er een aantal Rijksbeleidsnota’s verschenen waarin aardkundige waarden expliciet genoemd zijn en waar richtlijnen worden gegeven voor verdere uitwerking.

## Huidig beleid
Er bestaat geen landelijke wetgeving met betrekking tot aardkundige waarden. De meeste provincies hebben de bescherming van aardkundige waarden opgenomen in streekplannen, structuurvisies, omgevingsverordeningen en nota's. De uiteindelijke invulling verschilt dan ook per provincie. Het beschermen van aardkundige waarden is doorgaans een onderdeel van het provinciale landschaps- en bodembeschermingsbeleid. De aardkunde wordt vaak meegenomen met cultuurhistorie en/of archeologie. Daarnaast hebben sommige gemeenten een beleid ten aanzien van aardkundige waarden. Op basis van bestaand en nieuw onderzoek zijn in diverse provincies aardkundige monumenten en aardkundig waardevolle gebieden aangewezen.
Een aardkundig monument heeft geen status als een rijks- of gemeentelijk monument, maar is bedoeld om
interesse voor het gebied op te wekken en de kennis over dit gebied onder een breder publiek te verspreiden. Ook terreinbeheerders zetten zich in voor bescherming en behoud van aardkundig waardevolle landvormen. Voorts hebben verschillende landelijke organisaties zich het lot van de aardkundige resten in het landschap aangetrokken.
Om het publiek kennis te laten maken met het aardkundig verleden zijn door aardwetenschappers in samenwerking met organisaties als Natuurmonumenten en Staatsbosbeheer wandelingen en fietstochten georganiseerd. Bijvoorbeeld in de duinen bij Egmond, in Spaarnwoude en in het Kromme Rijngebied.
Ook zijn er bij, door provincies aangewezen aardkundige monumenten, info-panelen geplaatst.